# Łęki (Brzesko)
Pour les articles homonymes, voir Łęki.
Łęki est une localité polonaise de la gmina de Borzęcin, située dans le powiat de Brzesko en voïvodie de Petite-Pologne.